# Troisième concile de Braga
Pour les articles homonymes, voir Concile de Braga.
Le troisième concile de Braga se tint en 675, durant la primauté de Leodegisius. Huit décrets furent promulgués à ce concile, visant tous à une plus grande simplicité et un plus grand respect de la religion tant de la part des fidèles que, surtout, du clergé. 

## Conclusions du concile
Les points essentiels de ces décrets sont :
- personne ne devait plus oser offrir en sacrifice du lait et des raisins, mais du pain et du vin additionné d'un peu d'eau dans un calice ; de même, il ne devait pas être offert de pain trempé dans du vin ;
- les clercs devaient être excommuniés, et les ecclésiastiques privés de leurs fonctions, s'ils venaient à utiliser les vases sacrés à des fins profanes ;
- aucun prêtre ne pouvait héberger chez lui une femme, à l'exception de sa mère ;
- les évêques, lorsqu'ils transportaient en procession les reliques des martyrs pour les porter à l'église, devaient eux-mêmes marcher pour s'y rendre, sans pouvoir prétendre au confort d'une litière, portée par des diacres vêtus de blanc ;
- les châtiments corporels ne devaient point être infligés aux jeunes ecclésiastiques, abbés ou prêtres, sauf en cas de fautes très graves ;
- aucune rémunération ne devait être acceptée pour les saints Sacrements, et les recteurs des églises ne devaient pas exiger que les membres de leur maisonnée ecclésiastique travaillent dans leur ferme personnelle ; si cependant ceci devait arriver, ils devaient alors indemniser l'église pour le préjudice ainsi subi.